# Davyhulme
Davyhulme is een gedeelte van Urmston in Greater Manchester. In 2011 bedroeg de bevolkingsgrootte 19.634 inwoners.

## Waterzuiveringsinstallatie
Davyhulme staat bekend om de Davyhulme Sewage Works, een van de grootste waterzuiveringsinstallaties van Europa, geopend in 1894. De installatie bedient circa 1,2 miljoen mensen in en rond Manchester.  

## Parken
- Het Davyhulme Millennium Nature Reserve is een groengebied gelegen langs het Manchester Ship Canal en een voormalig onderdeel van de waterzuivering.
- Davyhulme Park heeft een Green Flag Award ontvangen en omvat twee grote vijvers, twee bowling greens, tennisbanen, speeltuinen en een rozentuin.

## Ziekenhuis
Trafford General Hospital werd in 1929 geopend onder de naam "Davyhulme Park Hospital". In 1948 werd het het eerste NHS-ziekenhuis.

## Politiek
Davyhulme is verdeeld in de kiesdistricten Davyhulme East en Davyhulme West. ook een deel van Urmston valt onder Davyhulme East en een aantal delen van Flixton onder Davyhulme West. Davyhulme stemt meestal conservatief, maar in 2018 kozen beide districten een Labour-gemeenteraad.
Voor de parlementsverkiezingen valt Davyhulme sinds 1997 onder de kieskring (constituency) Stretford and Urmston. Tussen 1983 en 1997 was het een eigen kieskring. Tijdens zijn hele bestaan werd de Tory Winston Spencer-Churchill, kleinzoon van Winston Churchill, verkozen.

## Geboren in Davyhulme
- Karl Green, bassist en zanger van Herman's Hermits
- Keith Hopwood, gitarist en toetsenist van Herman's Hermits
- Morrissey, zanger van The Smiths[2]
- Jim Noir (echte naam Alan Roberts), componist en multi-instrumentalist
- Peter Noone, zanger van Herman's Hermits